# Samuel Kuffour
Samuel Osei Kuffour (Kumasi, 3 settembre 1976) è un ex calciatore ghanese, di ruolo difensore.
Nel 2001 ha vinto il premio BBC African Footballer of the Year, assegnato dalla BBC Radio.

## Caratteristiche tecniche
Difensore centrale roccioso, era forte fisicamente e abile nei contrasti.

## Carriera

### Club
Kuffour iniziò la sua carriera calcistica nel 1983 nelle giovanili dalla squadra della sua città, il Vereins Fantomas Kumasi. Nella stagione 1990-91 passò alla squadra rivale del King Faisals Babies FC Kumasi. Nel 1991 ebbe luogo il salto di qualità col trasferimento al Torino. Coi granata rimase per due anni senza mai giocare in prima squadra, per poi passare in Germania al Bayern Monaco, giocandovi dal 1993 fino al 2005, tranne che nella stagione 1995-96, nella quale fu dato in prestito al Norimberga. Nel marzo 2005 Samuel Kuffour ha ricevuto la cittadinanza tedesca, diventando cittadino comunitario.
Nell'estate del 2005 è avvenuto il suo trasferimento alla Roma, con la quale il difensore ghanese ha firmato un contratto triennale, e giocò le prime partite della stagione 2005-06 da titolare nella formazione giallorossa, che sembrava aver trovato in lui un valido rimpiazzo in difesa dopo il vuoto lasciato dalla partenza di Samuel. A dicembre però Kuffour partì per giocare la Coppa d'Africa 2006, e venne sostituito da Philippe Mexès, che però da allora iniziò a giocare così bene da restare titolare anche dopo il ritorno in squadra del difensore ghanese. Per questo motivo, nonostante le ottime prestazioni di inizio anno, Kuffour venne relegato in panchina per il resto della stagione.
Nell'estate 2006 passa in prestito al Livorno dove rimane per una stagione. Durante l'estate 2007 fa ritorno nella capitale, ma la squadra giallorossa si muove subito per cercargli una nuova sistemazione. A gennaio 2008 passa quindi in prestito all'Ajax per sei mesi. Al termine del campionato il 30 giugno 2008 scade il suo contratto con la Roma, che non glielo rinnova. Dopo alcuni mesi di inattività nell'aprile del 2009 firma per l'Asante Kotoko, dove resta 3 mesi prima di ritirarsi. Nell'arco del 2015 ha partecipato a diverse Crossbar Challenge.

### Nazionale
Con il Ghana ha vinto un Mondiale Under 17 ed ha preso parte alle Olimpiadi del 1992 e del 1996, ai Mondiali Under 20 e ai Mondiali 2006. In patria Kuffour è molto amato, tanto da esser stato nominato per due volte (1998 e 2002) giocatore dell'anno del Ghana.

## Statistiche

### Presenze e reti nei club
| Stagione             | Squadra              | Campionato           | Campionato | Campionato | Coppe nazionali | Coppe nazionali | Coppe nazionali | Coppe continentali | Coppe continentali | Coppe continentali | Altre coppe | Altre coppe | Altre coppe | Totale | Totale |
| Stagione             | Squadra              | Comp                 | Pres       | Reti       | Comp            | Pres            | Reti            | Comp               | Pres               | Reti               | Comp        | Pres        | Reti        | Pres   | Reti   |
| -------------------- | -------------------- | -------------------- | ---------- | ---------- | --------------- | --------------- | --------------- | ------------------ | ------------------ | ------------------ | ----------- | ----------- | ----------- | ------ | ------ |
| 1994-1995            | Bayern Monaco        | BL                   | 9          | 0          | CG              | 0               | 0               | UCL                | 4                  | 1                  | -           | -           | -           | 13     | 1      |
| 1995-1996            | Norimberga           | 2L                   | 12         | 1          | CG              | 0               | 0               | -                  | -                  | -                  | -           | -           | -           | 12     | 1      |
| 1996-1997            | Bayern Monaco        | BL                   | 22         | 0          | CG              | 2               | 0               | CU                 | 1                  | 0                  | -           | -           | -           | 25     | 0      |
| 1997-1998            | Bayern Monaco        | BL                   | 17         | 2          | CG              | 3               | 0               | UCL                | 5                  | 0                  | CdL         | 0           | 0           | 25     | 0      |
| 1998-1999            | Bayern Monaco        | BL                   | 15         | 0          | CG              | 3               | 0               | UCL                | 8                  | 0                  | CdL         | 0           | 0           | 26     | 0      |
| 1999-2000            | Bayern Monaco        | BL                   | 18         | 2          | CG              | 3               | 1               | UCL                | 13                 | 0                  | CdL         | 0           | 0           | 34     | 3      |
| 2000-2001            | Bayern Monaco        | BL                   | 23         | 1          | CG              | 1               | 0               | UCL                | 13                 | 0                  | CdL         | 1           | 0           | 38     | 1      |
| 2001-2002            | Bayern Monaco        | BL                   | 21         | 0          | CG              | 3               | 0               | UCL                | 14                 | 0                  | CdL+SU+CInt | 1+0+1       | 0+0+1       | 37     | 1      |
| 2002-2003            | Bayern Monaco        | BL                   | 20         | 1          | CG              | 4               | 0               | UCL                | 5                  | 0                  | CdL         | 1           | 0           | 30     | 1      |
| 2003-2004            | Bayern Monaco        | BL                   | 23         | 1          | CG              | 2               | 0               | UCL                | 7                  | 0                  | CdL         | 1           | 0           | 33     | 1      |
| 2004-2005            | Bayern Monaco        | BL                   | 7          | 0          | CG              | 2               | 0               | UCL                | 4                  | 0                  | CdL         | 0           | 0           | 13     | 0      |
| Totale Bayern Monaco | Totale Bayern Monaco | Totale Bayern Monaco | 175        | 8          |                 | 23              | 1               |                    | 74                 | 1                  |             | 5           | 1           | 277    | 11     |
| 2005-2006            | Roma                 | A                    | 21         | 0          | CI              | 3               | 0               | CU                 | 7                  | 1                  | -           | -           | -           | 31     | 1      |
| 2006-2007            | Livorno              | A                    | 18         | 0          | CI              | 0               | 0               | CU                 | 8                  | 0                  | -           | -           | -           | 26     | 0      |
| 2007-gen. 2008       | Roma                 | A                    | 0          | 0          | CI              | 0               | 0               | UCL                | 0                  | 0                  | SI          | 0           | 0           | 0      | 0      |
| Totale Roma          | Totale Roma          | Totale Roma          | 21         | 0          |                 | 3               | 0               |                    | 7                  | 1                  |             | 0           | 0           | 31     | 1      |
| gen.-giu. 2008       | Ajax                 | E                    | 2          | 0          | -               | -               | -               | -                  | -                  | -                  | -           | -           | -           | 2      | 0      |
| apr.-giu. 2009       | Asante Kotoko        | PL                   | ?          | ?          | -               | -               | -               | -                  | -                  | -                  | -           | -           | -           | ?      | ?      |
| Totale carriera      | Totale carriera      | Totale carriera      | 228+       | 9+         |                 | 26              | 1               |                    | 89                 | 2                  |             | 5           | 1           | 348+   | 13+    |

### Cronologia presenze e reti in nazionale
| Cronologia completa delle presenze e delle reti in nazionale ― Ghana | Cronologia completa delle presenze e delle reti in nazionale ― Ghana | Cronologia completa delle presenze e delle reti in nazionale ― Ghana | Cronologia completa delle presenze e delle reti in nazionale ― Ghana | Cronologia completa delle presenze e delle reti in nazionale ― Ghana | Cronologia completa delle presenze e delle reti in nazionale ― Ghana | Cronologia completa delle presenze e delle reti in nazionale ― Ghana | Cronologia completa delle presenze e delle reti in nazionale ― Ghana |
| Data                                                                 | Città                                                                | In casa                                                              | Risultato                                                            | Ospiti                                                               | Competizione                                                         | Reti                                                                 | Note                                                                 |
| -------------------------------------------------------------------- | -------------------------------------------------------------------- | -------------------------------------------------------------------- | -------------------------------------------------------------------- | -------------------------------------------------------------------- | -------------------------------------------------------------------- | -------------------------------------------------------------------- | -------------------------------------------------------------------- |
| 28-10-1993                                                           | Freetown                                                             | Sierra Leone                                                         | 2 – 3                                                                | Ghana                                                                | Amichevole                                                           | -                                                                    |                                                                      |
| 30-11-1993                                                           | Freetown                                                             | Guinea                                                               | 0 – 1                                                                | Ghana                                                                | Amichevole                                                           | -                                                                    |                                                                      |
| 4-9-1994                                                             | Accra                                                                | Ghana                                                                | 4 – 1                                                                | Sierra Leone                                                         | Qual. Coppa d'Africa 1996                                            | -                                                                    |                                                                      |
| 16-10-1994                                                           | Niamey                                                               | Niger                                                                | 1 – 5                                                                | Ghana                                                                | Qual. Coppa d'Africa 1996                                            | -                                                                    |                                                                      |
| 26-11-1994                                                           | Pretoria                                                             | Sudafrica                                                            | 2 – 1                                                                | Ghana                                                                | Amichevole                                                           | -                                                                    | Ammonizione                                                          |
| 30-11-1994                                                           | Port Elizabeth                                                       | Camerun                                                              | 0 – 1                                                                | Ghana                                                                | Amichevole                                                           | -                                                                    |                                                                      |
| 4-12-1994                                                            | Johannesburg                                                         | Costa d'Avorio                                                       | 1 – 1                                                                | Ghana                                                                | Amichevole                                                           | -                                                                    |                                                                      |
| 22-1-1995                                                            | Accra                                                                | Ghana                                                                | 3 – 1                                                                | Rep. del Congo                                                       | Qual. Coppa d'Africa 1996                                            | -                                                                    |                                                                      |
| 25-5-1995                                                            | Oslo                                                                 | Norvegia                                                             | 3 – 2                                                                | Ghana                                                                | Amichevole                                                           | -                                                                    |                                                                      |
| 12-11-1995                                                           | Accra                                                                | Ghana                                                                | 2 – 0                                                                | Sierra Leone                                                         | Amichevole                                                           | -                                                                    |                                                                      |
| 29-12-1995                                                           | Il Cairo                                                             | Egitto                                                               | 1 – 2                                                                | Ghana                                                                | Amichevole                                                           | -                                                                    |                                                                      |
| 5-1-1996                                                             | Riyadh                                                               | Arabia Saudita                                                       | 1 – 1                                                                | Ghana                                                                | Amichevole                                                           | -                                                                    |                                                                      |
| 14-1-1996                                                            | Port Elizabeth                                                       | Costa d'Avorio                                                       | 0 – 2                                                                | Ghana                                                                | Coppa d'Africa 1996 - 1º turno                                       | -                                                                    | 90’                                                                  |
| 25-1-1996                                                            | Bloemfontein                                                         | Ghana                                                                | 2 – 0                                                                | Mozambico                                                            | Coppa d'Africa 1996 - 1º turno                                       | -                                                                    |                                                                      |
| 28-1-1996                                                            | Johannesburg                                                         | Ghana                                                                | 1 – 0                                                                | Zaire                                                                | Coppa d'Africa 1996 - Quarti di finale                               | -                                                                    |                                                                      |
| 3-2-1996                                                             | Johannesburg                                                         | Ghana                                                                | 0 – 1                                                                | Zambia                                                               | Coppa d'Africa 1996 - Finale 3º posto                                | -                                                                    |                                                                      |
| 27-3-1996                                                            | São José do Rio Preto                                                | Brasile                                                              | 8 – 2                                                                | Ghana                                                                | Amichevole                                                           | -                                                                    | , 51’                                                                |
| 26-5-1996                                                            | Accra                                                                | Ghana                                                                | 0 – 2                                                                | Egitto                                                               | Amichevole                                                           | -                                                                    |                                                                      |
| 2-6-1996                                                             | Copenaghen                                                           | Danimarca                                                            | 1 – 0                                                                | Ghana                                                                | Amichevole                                                           | -                                                                    |                                                                      |
| 8-6-1996                                                             | Dar-es-Salaam                                                        | Tanzania                                                             | 0 – 0                                                                | Ghana                                                                | Qual. Mondiali 1998                                                  | -                                                                    |                                                                      |
| 17-6-1996                                                            | Kumasi                                                               | Ghana                                                                | 2 – 1                                                                | Tanzania                                                             | Qual. Mondiali 1998                                                  | -                                                                    |                                                                      |
| 10-11-1996                                                           | Libreville                                                           | Gabon                                                                | 1 – 1                                                                | Ghana                                                                | Qual. Mondiali 1998                                                  | -                                                                    |                                                                      |
| 12-1-1997                                                            | Kumasi                                                               | Ghana                                                                | 2 – 2                                                                | Marocco                                                              | Qual. Mondiali 1998                                                  | -                                                                    |                                                                      |
| 26-1-1997                                                            | Harare                                                               | Zimbabwe                                                             | 0 – 0                                                                | Ghana                                                                | Qual. Coppa d'Africa 1998                                            | -                                                                    |                                                                      |
| 5-4-1997                                                             | Freetown                                                             | Sierra Leone                                                         | 1 – 1                                                                | Ghana                                                                | Qual. Mondiali 1998                                                  | -                                                                    |                                                                      |
| 7-6-1997                                                             | Casablanca                                                           | Marocco                                                              | 1 – 0                                                                | Ghana                                                                | Qual. Mondiali 1998                                                  | -                                                                    |                                                                      |
| 13-7-1997                                                            | Kumasi                                                               | Ghana                                                                | 2 – 1                                                                | Zimbabwe                                                             | Qual. Coppa d'Africa 1998                                            | 1                                                                    |                                                                      |
| 9-2-1998                                                             | Ouagadogou                                                           | Ghana                                                                | 2 – 0                                                                | Tunisia                                                              | Coppa d'Africa 1998 - 1º turno                                       | -                                                                    |                                                                      |
| 12-2-1998                                                            | Ouagadogou                                                           | Ghana                                                                | 1 – 2                                                                | Togo                                                                 | Coppa d'Africa 1998 - 1º turno                                       | -                                                                    |                                                                      |
| 16-2-1998                                                            | Ouagadogou                                                           | RD del Congo                                                         | 1 – 0                                                                | Ghana                                                                | Coppa d'Africa 1998 - 1º turno                                       | -                                                                    |                                                                      |
| 9-6-1998                                                             | Lobamba                                                              | eSwatini                                                             | 0 – 1                                                                | Ghana                                                                | Amichevole                                                           | -                                                                    |                                                                      |
| 4-10-1998                                                            | Douala                                                               | Camerun                                                              | 1 – 3                                                                | Ghana                                                                | Qual. Coppa d'Africa 2000                                            | -                                                                    |                                                                      |
| 13-10-1998                                                           | Arnhem                                                               | Paesi Bassi                                                          | 0 – 0                                                                | Ghana                                                                | Amichevole                                                           | -                                                                    |                                                                      |
| 24-1-1999                                                            | Accra                                                                | Ghana                                                                | 1 – 0                                                                | Mozambico                                                            | Qual. Coppa d'Africa 2000                                            | -                                                                    |                                                                      |
| 28-2-1999                                                            | Accra                                                                | Ghana                                                                | 5 – 0                                                                | Eritrea                                                              | Qual. Coppa d'Africa 2000                                            | -                                                                    |                                                                      |
| 12-11-1999                                                           | Il Cairo                                                             | Egitto                                                               | 1 – 2                                                                | Ghana                                                                | Amichevole                                                           | -                                                                    |                                                                      |
| 22-1-2000                                                            | Accra                                                                | Ghana                                                                | 1 – 1                                                                | Camerun                                                              | Coppa d'Africa 2000 - 1º turno                                       | -                                                                    |                                                                      |
| 27-1-2000                                                            | Accra                                                                | Ghana                                                                | 2 – 0                                                                | Togo                                                                 | Coppa d'Africa 2000 - 1º turno                                       | -                                                                    |                                                                      |
| 31-1-2000                                                            | Accra                                                                | Ghana                                                                | 0 – 2                                                                | Costa d'Avorio                                                       | Coppa d'Africa 2000 - 1º turno                                       | -                                                                    |                                                                      |
| 6-2-2000                                                             | Kumasi                                                               | Ghana                                                                | 0 – 1                                                                | Sudafrica                                                            | Coppa d'Africa 2000 - Quarti di finale                               | -                                                                    |                                                                      |
| 8-4-2000                                                             | Arusha                                                               | Tanzania                                                             | 0 – 1                                                                | Ghana                                                                | Qual. Mondiali 2002                                                  | 1                                                                    |                                                                      |
| 23-4-2000                                                            | Accra                                                                | Ghana                                                                | 3 – 2                                                                | Tanzania                                                             | Qual. Mondiali 2002                                                  | 1                                                                    |                                                                      |
| 9-7-2000                                                             | Accra                                                                | Ghana                                                                | 5 – 0                                                                | Sierra Leone                                                         | Qual. Mondiali 2002                                                  | -                                                                    |                                                                      |
| 8-10-2000                                                            | Accra                                                                | Ghana                                                                | 4 – 1                                                                | Zimbabwe                                                             | Qual. Coppa d'Africa 2002                                            | -                                                                    | 49’                                                                  |
| 28-1-2001                                                            | Accra                                                                | Ghana                                                                | 1 – 3                                                                | Liberia                                                              | Qual. Mondiali 2002                                                  | -                                                                    |                                                                      |
| 25-2-2001                                                            | Omdurman                                                             | Sudan                                                                | 1 – 0                                                                | Ghana                                                                | Qual. Mondiali 2002                                                  | -                                                                    |                                                                      |
| 21-1-2002                                                            | Ségou                                                                | Marocco                                                              | 0 – 0                                                                | Ghana                                                                | Coppa d'Africa 2002 - 1º turno                                       | -                                                                    |                                                                      |
| 22-6-2003                                                            | Kumasi                                                               | Ghana                                                                | 1 – 1                                                                | Uganda                                                               | Qual. Coppa d'Africa 2004                                            | -                                                                    | 77’                                                                  |
| 16-11-2003                                                           | Accra                                                                | Somalia                                                              | 0 – 5                                                                | Ghana                                                                | Qual. Mondiali 2006                                                  | -                                                                    |                                                                      |
| 5-6-2004                                                             | Ouagadougou                                                          | Burkina Faso                                                         | 1 – 0                                                                | Ghana                                                                | Qual. Mondiali 2006                                                  | -                                                                    |                                                                      |
| 20-6-2004                                                            | Kumasi                                                               | Ghana                                                                | 3 – 0                                                                | Sudafrica                                                            | Qual. Mondiali 2006                                                  | -                                                                    |                                                                      |
| 3-7-2004                                                             | Kampala                                                              | Uganda                                                               | 1 – 1                                                                | Ghana                                                                | Qual. Mondiali 2006                                                  | -                                                                    |                                                                      |
| 3-9-2004                                                             | Kumasi                                                               | Ghana                                                                | 2 – 0                                                                | Capo Verde                                                           | Qual. Mondiali 2006                                                  | -                                                                    |                                                                      |
| 10-10-2004                                                           | Kumasi                                                               | Ghana                                                                | 0 – 0                                                                | RD del Congo                                                         | Qual. Mondiali 2006                                                  | -                                                                    |                                                                      |
| 14-11-2005                                                           | Riyadh                                                               | Arabia Saudita                                                       | 1 – 3                                                                | Ghana                                                                | Amichevole                                                           | -                                                                    | Uscita                                                               |
| 15-1-2006                                                            | Gafsa                                                                | Tunisia                                                              | 2 – 0                                                                | Ghana                                                                | Amichevole                                                           | -                                                                    |                                                                      |
| 23-1-2006                                                            | Porto Said                                                           | Nigeria                                                              | 1 – 0                                                                | Ghana                                                                | Coppa d'Africa 2006 - 1º turno                                       | -                                                                    |                                                                      |
| 1-3-2006                                                             | Frisco                                                               | Messico                                                              | 1 – 0                                                                | Ghana                                                                | Amichevole                                                           | -                                                                    | 90+1’                                                                |
| 26-5-2006                                                            | Bochum                                                               | Turchia                                                              | 1 – 1                                                                | Ghana                                                                | Amichevole                                                           | -                                                                    |                                                                      |
| 29-5-2006                                                            | Leicester                                                            | Giamaica                                                             | 0 – 4                                                                | Ghana                                                                | Amichevole                                                           | -                                                                    | 79’                                                                  |
| 12-6-2006                                                            | Hannover                                                             | Italia                                                               | 2 – 0                                                                | Ghana                                                                | Mondiali 2006 - 1º turno                                             | -                                                                    |                                                                      |
| Totale                                                               |                                                                      | Presenze                                                             | 62                                                                   |                                                                      | Reti                                                                 | 3                                                                    |                                                                      |

| Cronologia completa delle presenze e delle reti in nazionale ― Ghana under 20 | Cronologia completa delle presenze e delle reti in nazionale ― Ghana under 20 | Cronologia completa delle presenze e delle reti in nazionale ― Ghana under 20 | Cronologia completa delle presenze e delle reti in nazionale ― Ghana under 20 | Cronologia completa delle presenze e delle reti in nazionale ― Ghana under 20 | Cronologia completa delle presenze e delle reti in nazionale ― Ghana under 20 | Cronologia completa delle presenze e delle reti in nazionale ― Ghana under 20 | Cronologia completa delle presenze e delle reti in nazionale ― Ghana under 20 |
| Data                                                                          | Città                                                                         | In casa                                                                       | Risultato                                                                     | Ospiti                                                                        | Competizione                                                                  | Reti                                                                          | Note                                                                          |
| ----------------------------------------------------------------------------- | ----------------------------------------------------------------------------- | ----------------------------------------------------------------------------- | ----------------------------------------------------------------------------- | ----------------------------------------------------------------------------- | ----------------------------------------------------------------------------- | ----------------------------------------------------------------------------- | ----------------------------------------------------------------------------- |
| 6-3-1993                                                                      | Brisbane                                                                      | Uruguay under 20                                                              | 1 – 1                                                                         | Ghana under 20                                                                | Mondiali Under-20 1993 - 1º turno                                             | -                                                                             |                                                                               |
| 9-3-1993                                                                      | Brisbane                                                                      | Germania under 20                                                             | 2 – 2                                                                         | Ghana under 20                                                                | Mondiali Under-20 1993 - 1º turno                                             | 1                                                                             |                                                                               |
| 11-3-1993                                                                     | Brisbane                                                                      | Portogallo under 20                                                           | 0 – 2                                                                         | Ghana under 20                                                                | Mondiali Under-20 1993 - 1º turno                                             | -                                                                             |                                                                               |
| 13-3-1993                                                                     | Sydney                                                                        | Russia under 20                                                               | 0 – 3                                                                         | Ghana under 20                                                                | Mondiali Under-20 1993 - Quarti di finale                                     | -                                                                             |                                                                               |
| 17-3-1993                                                                     | Sydney                                                                        | Ghana under 20                                                                | 2 – 1                                                                         | Inghilterra under 20                                                          | Mondiali Under-20 1993 - Semifinale                                           | -                                                                             |                                                                               |
| 20-3-1993                                                                     | Sydney                                                                        | Ghana under 20                                                                | 1 – 2                                                                         | Brasile under 20                                                              | Mondiali Under-20 1993 - Finale                                               | -                                                                             | 61’                                                                           |
| Totale                                                                        |                                                                               | Presenze                                                                      | 6                                                                             |                                                                               | Reti                                                                          | 1                                                                             |                                                                               |

## Palmarès

### Club

#### Competizioni nazionali
- Campionato tedesco: 6

Bayern Monaco: 1996-1997, 1998-1999, 1999-2000, 2000-2001, 2002-2003, 2004-2005
- Coppa di Germania: 4

Bayern Monaco: 1997-1998, 1999-2000, 2002-2003, 2004-2005
- Coppa di Lega tedesca: 5

Bayern Monaco: 1997, 1998, 1999, 2000, 2004
- Supercoppa italiana: 1

Roma: 2007

#### Competizioni internazionali
- UEFA Champions League: 1

Bayern Monaco: 2000-2001
- Coppa Intercontinentale: 1

Bayern Monaco: 2001

### Nazionale
- Campionato mondiale Under-17: 1

Italia 1991
- Bronzo olimpico: 1

Barcellona 1992

### Individuale
- Calciatore ghanese dell'anno: 3

1998, 1999, 2001
- BBC African Footballer of the Year: 1

2001
- Miglior giocatore della Coppa Intercontinentale: 1

2001